# Eloeophila miliaria
Eloeophila miliaria là một loài ruồi trong họ Limoniidae. Chúng phân bố ở miền Cổ bắc.